# 出生体重

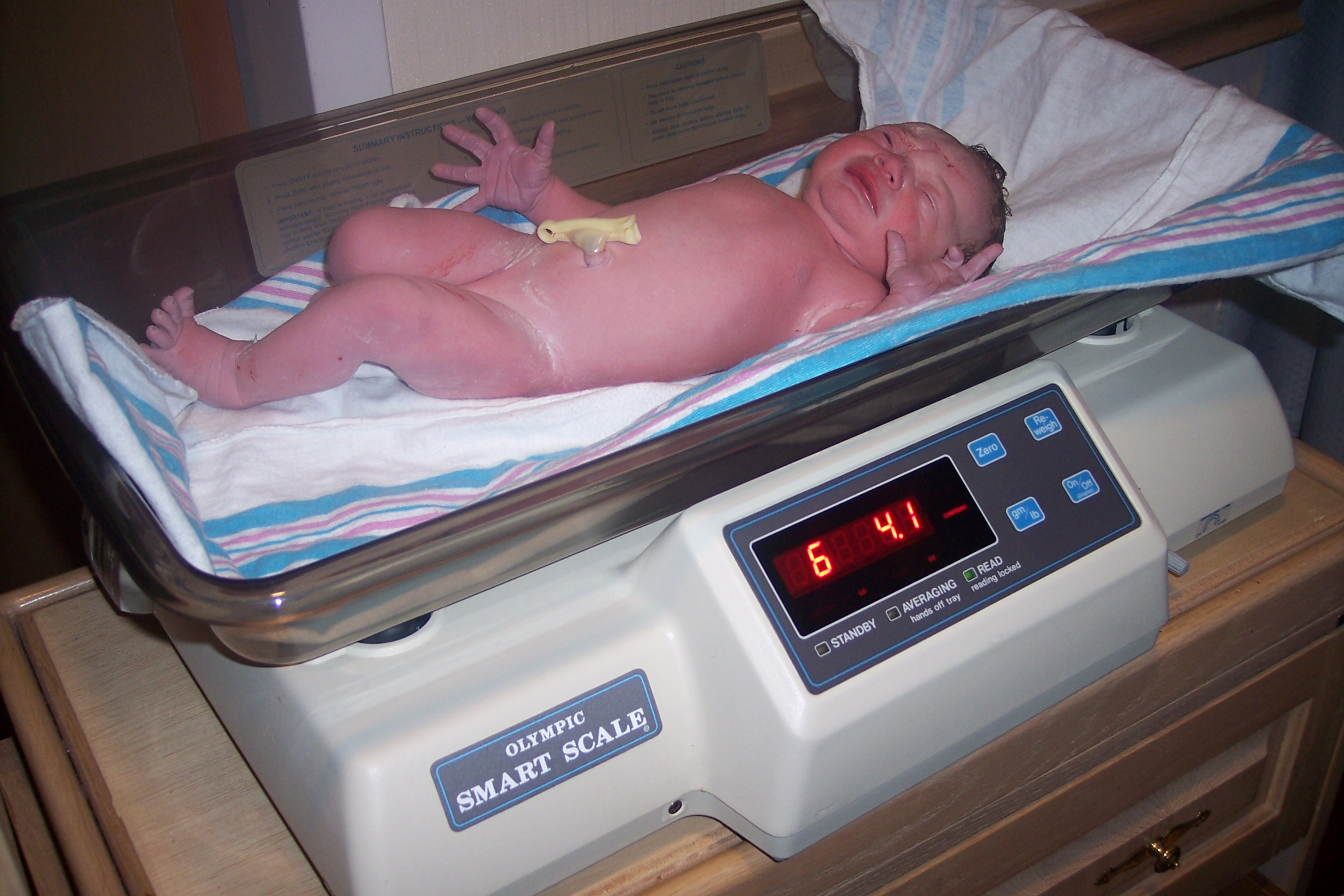
用于检测出生婴儿体重的仪器

出生体重指婴儿在诞生之时的身体重量。具有欧洲血统婴儿的平均出生体重是3.5（7.7英磅），而正常的范围则为2.5至5（5.5至11.0英磅）。南亚和中国血统的婴儿与欧洲婴儿的出生体重相比要轻225.5—254.6克（7.95—8.98盎司）。
众多研究显示，婴儿的出生体重与其今后的生活状态有关联，其中包括糖尿病、肥胖症、吸烟和智力方面。低出生体重与新生儿感染有关。

## 决定因素
影响出生体重的两个主要因素是：
- 出生之前的孕龄，也就是懷孕週數[4]。
- 孕期生长率，通常将胎儿体重与该孕期的预期体重相比较来衡量。

另外，出生体重的情况会受到父母许多方面的影响，包括有：
- 遗传[6]
- 母亲的健康情况，特别在妊娠期间[7]。妊娠期并发症（英语：Intercurrent diseases in pregnancy）有时与婴儿出生体重降低有关。例如，妊娠期并发高血压，会导致婴儿出生体重较轻；妊娠期并发糖尿病，会导致婴儿出生体重较重；乳糜泻导致的低出生重量的发生概率较正常情况大约为1:1.8[8]。
- 环境因素，包括孕妇有抽烟[9]、饮酒、滥用药物、服用治疗药物[6]，或者受到二手烟的影响[10]。此外还有接触到的工业污染，包括铅、汞、聚氯联二苯、X射线等因素[5]。
- 父母的经济因素，体现于母亲在妊娠期的营养不足会导致出生体重较小[6]。
- 其他因素，如多胎妊娠中的每个婴儿可能体重均较轻[11]。

## 异常类型
- 低出生体重的情况可能是由早产（低妊娠周期出生）或小于胎龄儿（即比孕期生长率缓慢）导致，也存在两者兼有的可能。
- 过大的出生体重，通常为大于胎龄儿。

## 护理
对于那些早产、低体重婴儿，要给予合理的喂养和精心护理，才可使其在生长发育上较快地赶上同龄婴儿。通常医院会在出生后转移到新生儿重症监护室进行观察。
大多数低體重嬰兒存在营养问题，主要原因是发育不成熟，而不是太小。这类婴儿对各种营养素的需要量都大，但他们的消化吸收能力比正常出生体重婴儿较弱，对一些食物的耐受性也差。因此，喂养低出生体重的婴儿，应重视这些弱点。比如在发育不成熟的婴儿体内，靠胃肠道吸收的营养减少，特别是对脂肪、钙、脂溶性维生素和一些微量元素的消化吸收。此外，他们最易受环境的影响，对感冒、痢疾等病的应激反应也增加了他们热能消耗。一方面是存在对营养素吸收利用的障碍，另一方面是对营养素需要的增加。因此，对于早产儿来说，母乳喂养比正常出生体重婴儿更有必要。早产未成熟儿的大脑和肝脏等器官，在血液中某些氨基酸浓度过高时更易受伤害，不用母乳喂养这些早产低体重儿就有此类危险。另外，出生体重越低，血清胆红素超过一定限度会造成新生儿脑损害的危险性就越大，对此应尽早进行黄疸干预方案。

## 对其成年生活的影响
已有针对一个人的出生体重如何对其未来生活构成影响的研究，这些研究已经建立了出生体重异常与肥胖症、糖尿病和智力之间的关联。

### 肥胖症
一般认为，出生时体重较大或较小（尤其是极端情况）的婴儿日后有更大的风险患肥胖症；但也有研究显示，这种关系可以通过孕妇體重进行解释。孕期营养过度（特别是孕晚期三个月），容易造成胎儿出生体重较重，因为在胎儿发育后期，脂肪细胞的数量和体积的增加最快，并且脂肪细胞一旦形成就不会消失。若肥胖很早发生，会保持较长期的持续性，并在婴儿期、学龄前期和青春期为肥胖症发病高峰期。
生长激素疗法（英語：GH therapy）在特定剂量下可以縮小低體重嬰兒和正常體重嬰兒在瘦体重上的差距。然而在实验过程中，受试者的体脂率出现了下降。实验中，接受该治疗的实验组与对照组相比，以双能X线吸收法测量的骨密度标准偏差显著升高。然而关于小于胎龄儿是否采用该种疗法，目前尚存很多争议。

### 糖尿病
低出生体重的婴儿在日后患2型糖尿病的風險更高。

### 智力
一些研究显示，出生体重与智力之间有直接的正比关系。因此母乳喂养对于出生体重较少的婴儿脑功能的发育有促进作用，因为母乳中含有较高的半胱氨酸和氨基磺酸。高出生体重还可能增加患自闭症的风险。

## 相关
- 巴克假设（英语：Barker's hypothesis）
- MOMO综合症（英语：MOMO syndrome）
- 低出生体重悖论（英语：Low birth weight paradox）
- 产前营养和出生体重（英语：Prenatal nutrition and birth weight）